# Babakro
Babakro este o comună din departamentul Prikro, regiunea N'zi-Comoé, Coasta de Fildeș.